# Aeroportul Beira
Aeroportul Beira (IATA: BEW, ICAO: FQBR) este un aeroport din Beira District⁠(d), Provincia Sofala, Mozambic ce deservește zona Beira. Aeroportul a fost tranzitat în 2021 de 113.000 de pasageri. A fost deschis în 1952 și numit după zona deservită.
Situat la o altitudine de 8 m, aeroportul dispune de 3 piste.

## Infrastructură

### Piste
Aeroportul dispune de 3 piste: 
- pista 12/30 din asfalt, cu dimensiunile 2.362 m × 45 m
- pista 17/35 din asfalt, cu dimensiunile 1.698 m × 30 m
- pista 06/24 din asfalt, cu dimensiunile 905 m × 30 m